# Ambicodamus kochi
Espèce
Ambicodamus kochi est une espèce d'araignées aranéomorphes de la famille des Nicodamidae.

## Distribution
Cette espèce est endémique d'Australie-Occidentale. Elle se rencontre de Geraldton à la Fitzgerald River.

## Description
Le mâle holotype mesure 6,84 mm et la femelle paratype 5,10 mm.

## Étymologie
Cette espèce est nommée en l'honneur de Lucien E. Koch.

## Publication originale
- Harvey, 1995 : The systematics of the spider family Nicodamidae (Araneae: Amaurobioidea). Invertebrate Taxonomy, vol. 9, no 2, p. 279-386.